# Rosina Ferrara
Rosina Ferrara Barse, geboren als Rosina Ferrara (Anacapri, 1861 – Brooklyn, 1934), was een Italiaanse vrouw uit Capri die als meisje de muze was van de Amerikaanse kunstschilder John Singer Sargent.
Als tiener poseerde ze voor Europese en Amerikaanse artiesten, die in de 19e eeuw vaak naar Zuid-Europa kwamen om er kennis te maken met het mooie landschap, de cultuur en de "mooie mensen". Kunstenaars waren meer bepaald op zoek naar Romeins-, Grieks- of Arabisch-ogende modellen. Ferrara poseerde in Capri voor de Brit Frank Hyde. In 1878 kwam Sargent aan in Anacapri, raakte hij bevriend met Hyde en leerde hij het meisje kennen. Op een jaar tijd maakte Sargent twaalf schilderijen van haar. In 1879 werd twee varianten van hetzelfde werk getoond op de kunstsalons van Parijs en New York.
In 1883 kreeg Rosina Ferrara een dochter. In 1891 huwde ze de Amerikaanse schilder George Randolph Barse. Kort daarna verhuisden ze naar Westchester County (New York). In 1934 overleed ze aan een longontsteking. Vier jaar later pleegde Barse zelfmoord.

## Galerij (selectie)
Onderstaande werken beelden Rosina Ferrara af:

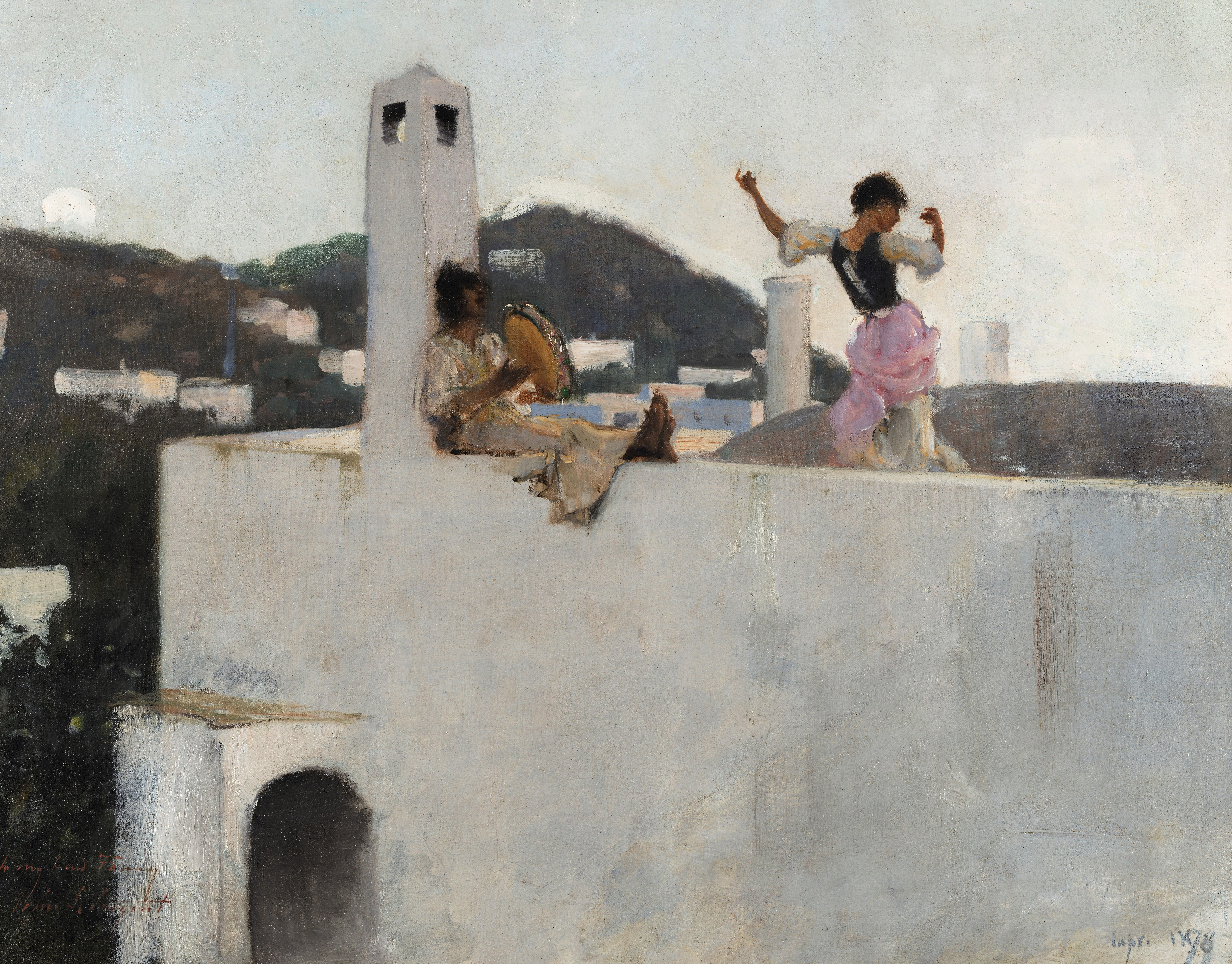
Meisje uit Capri op een dak (1878) van Sargent
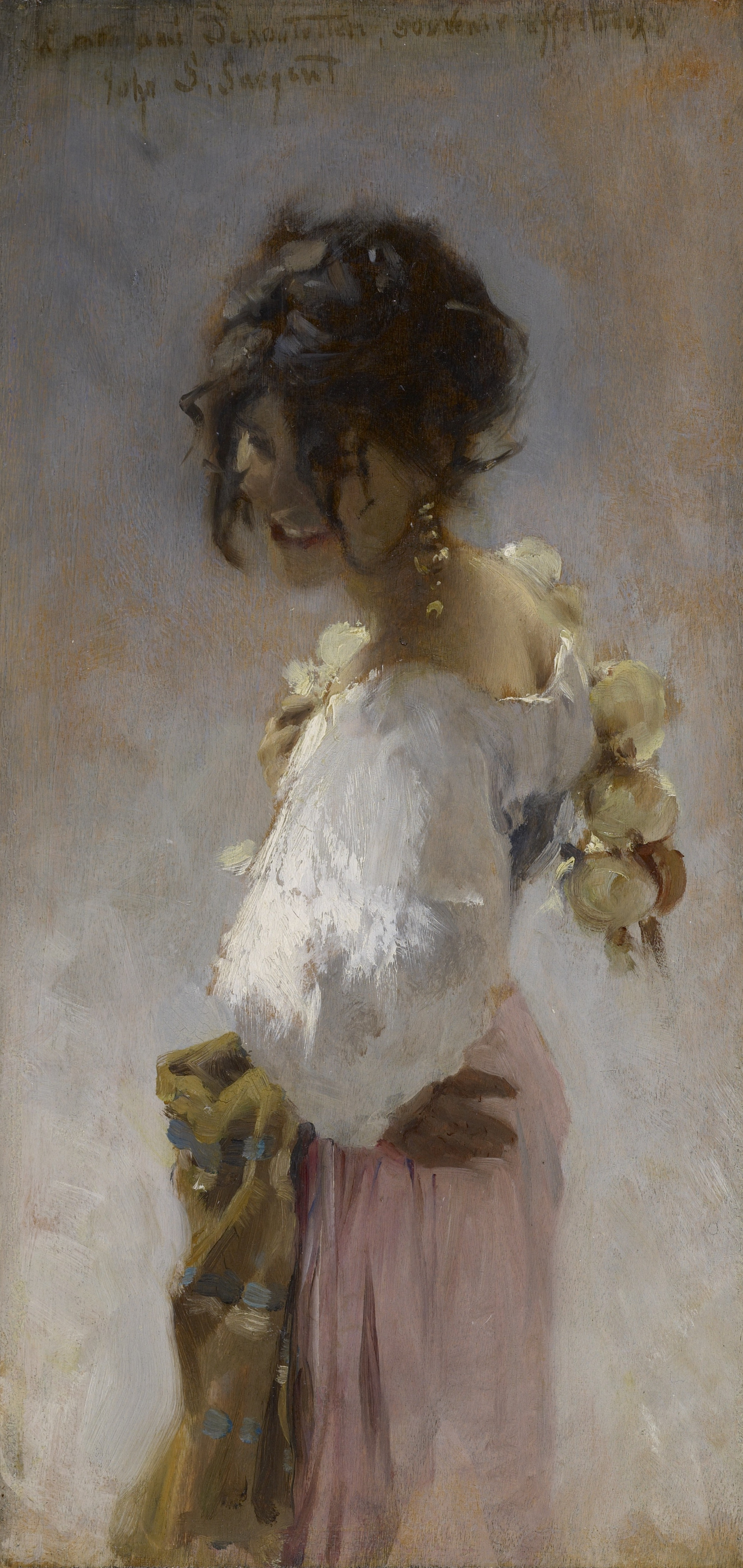
Rosina (1878) van Sargent
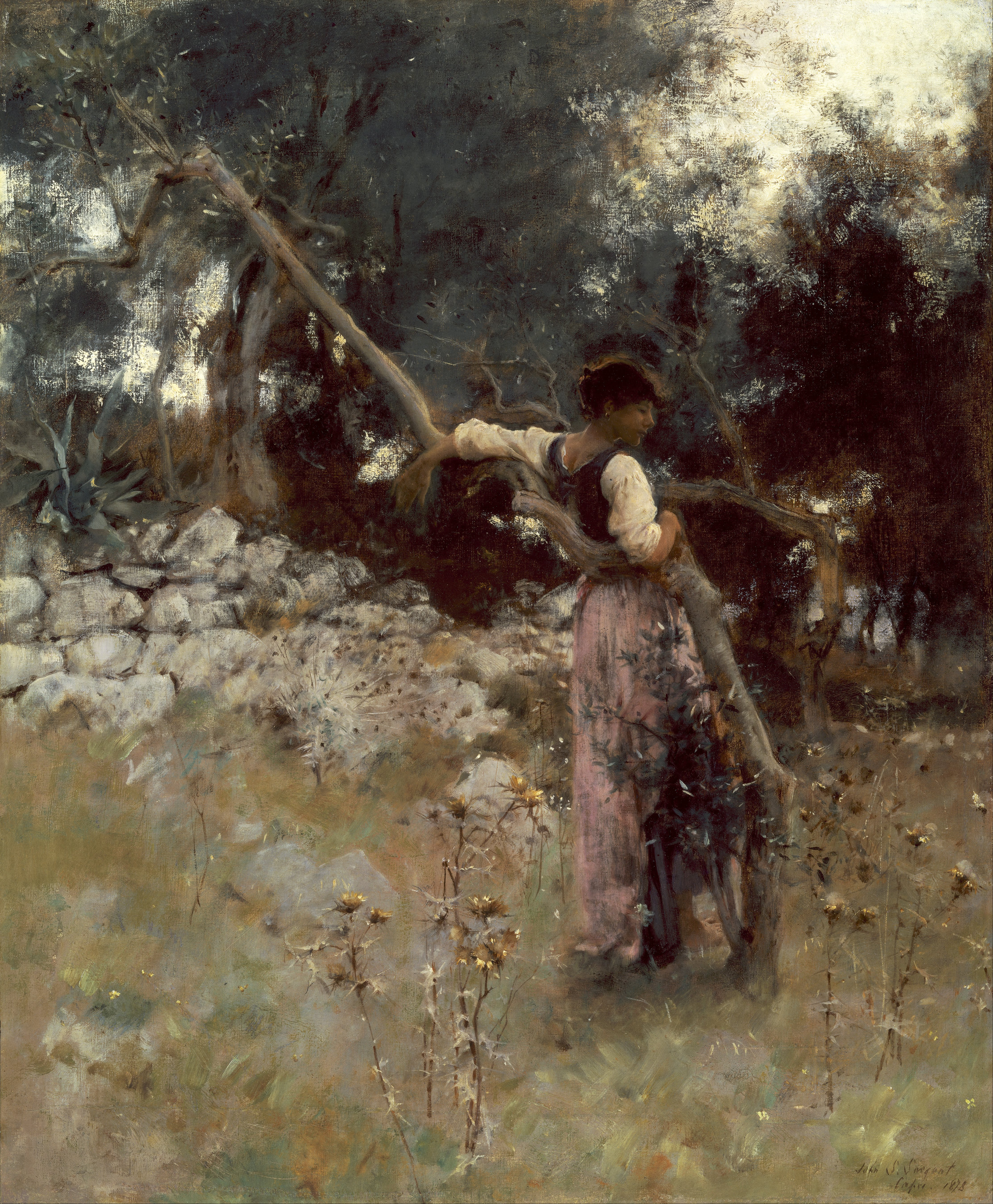
A Capriote/Dans les oliviers (1878) van Sargent
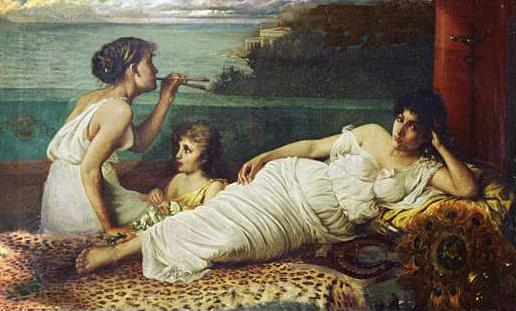
Rosina (ca. 1880) van Hyde
Rosina (1880) van Pearce